# Bernd von Heintschel-Heinegg
Bernd von Heintschel-Heinegg (* 24. Juni 1945 in Liberec, Tschechoslowakei) ist ein deutscher Jurist und Honorarprofessor an der Universität Regensburg. 

## Leben
Nach dem Abitur 1965 am Gymnasium der Urspringschule in Schelklingen leistete von Heintschel-Heinegg bis 1967 seinen Wehrdienst ab. Anschließend studierte er bis 1970 Rechtswissenschaften an den Universitäten München und Regensburg. Danach war er in verschiedenen Positionen an Hans Joachim Hirschs Lehrstuhl für Strafrecht und Strafprozessrecht tätig. Sein zweites Staatsexamen bestand er 1974. 
1975 wechselte von Heintschel-Heinegg in die bayerische Justiz, zunächst als Staatsanwalt, danach als Richter am Amtsgericht Straubing. Noch im selben Jahr promovierte er bei Hans Joachim Hirsch. 1993 wurde er zum Richter am Oberlandesgericht Nürnberg ernannt, im Jahr 2000 erfolgte die Ernennung zum Richter am Bayerischen Obersten Landesgericht in München. Drei Jahre zuvor war von Heintschel-Heinegg zum Honorarprofessor für Strafrecht und Strafprozessrecht an der Universität Regensburg ernannt worden. Nach der Abschaffung des Bayerischen Obersten Landesgerichts bis zur Erreichung seines 65. Lebensjahres war von Heintschel-Heinegg Vorsitzender Richter am Oberlandesgericht München. Seit 2010 ist er in Straubing als Rechtsanwalt zugelassen.
Von Heintschel-Heinegg ist unter anderem Mitglied in der deutschen Strafrechtslehrervereinigung, der Wissenschaftlichen Vereinigung für Familienrecht und dem Vorstand des Bayerischen Landesverbandes für Gefangenenfürsorge und Bewährungshilfe.

## Tätigkeit für parlamentarische NSU-Untersuchungsausschüsse
2012 wurde von Heintschel-Heinegg zum Sonderermittler des ersten Untersuchungsausschusses des Bundestages zur rechtsextremen Terrorgruppe Nationalsozialistischer Untergrund (NSU) bestellt, der Akten in Behörden sichtete, auswählte und an den Ausschuss weiterleitete. Diese Arbeit setzte von Heintschel-Heinegg für die NSU-Untersuchungsausschüsse der Landtage von Baden-Württemberg, Hessen und Nordrhein-Westfalen sowie für den zweiten NSU-Untersuchungsausschuss des Bundestages fort.

## Schriften (Auswahl)
- Die Gewalt als Nötigungsmittel im Strafrecht. Regensburg 1975 (Dissertation).
- (Hrsg.): Strafgesetzbuch: StGB – Kommentar. 2. Auflage, München 2015.

Hinzu kommen zahlreiche Besprechungen von Gerichtsentscheidungen und Zeitschriftenaufsätze, etwa
- Der Europäische Haftbefehl. In: Goltdammers Archiv. Jg. 2003, S. 44.